# JT Marcinkowski
James Thomas " JT " Marcinkowski (Álamo, California; 9 de mayo de 1997) es un futbolista profesional estadounidense que juega como portero del club Los Angeles Galaxy de la Major League Soccer.

## Carrera profesional

### Primeros años
Marcinkowski jugó para Georgetown Hoyas durante tres temporadas, de 2015 a 2017, donde logró un 0,84 goles contra el promedio (GAA) en 56 apariciones. En su última temporada en Georgetown, fue el capitán del equipo en una victoria en el campeonato de fútbol masculino de la Big East Conference 2017, la segunda con el equipo. También jugó dos partidos para los Burlingame Dragons de la USL League Two.

### Profesional
Marcinkowski firmó un contrato de jugador local con el equipo de la MLS San Jose Earthquakes el 6 de diciembre de 2017, después de pasar cuatro años antes de su carrera universitaria en la academia del equipo. Fue el tercer fichaje local de San José con el primer equipo, después de Tommy Thompson y Nick Lima. Marcinkowski fue cedido temporalmente al Reno 1868 FC, afiliado de la USL de San José, y jugó su primer partido para el equipo en la derrota por 3-4 de Reno ante los Swope Park Rangers el 17 de marzo de 2018.

### Internacional
Marcinkowski ha jugado para la selección masculina de Estados Unidos en múltiples niveles, ganando 24 partidos internacionales entre los niveles Sub-14 y Sub-18. En 2017, jugó para la selección Sub-20, en el Campeonato Sub-20 de CONCACAF 2017 y en la Copa Mundial Sub-20 de la FIFA 2017. Marcinkowski fue incluido en la lista final de 20 jugadores sub-23 de Estados Unidos para el Campeonato de Clasificación Olímpica Masculina de la CONCACAF 2020 en marzo de 2021.

## Estadísticas
| Club                    | Temporada           | Liga  | Liga  | Copa nacional | Copa nacional | Copa internacional | Copa internacional | Total | Total |
| Club                    | Temporada           | Part. | Goles | Part.         | Goles         | Part.              | Goles              | Part. | Goles |
| ----------------------- | ------------------- | ----- | ----- | ------------- | ------------- | ------------------ | ------------------ | ----- | ----- |
| Burlingame Dragons      | 2016                | 2     | 0     | 0             | 0             | 0                  | 0                  | 2     | 0     |
| Burlingame Dragons      | Total               | 2     | 0     | 0             | 0             | 0                  | 0                  | 2     | 0     |
| San Jose Earthquakes    | 2018                | 5     | 1     | 0             | 0             | 0                  | 0                  | 5     | 1     |
| San Jose Earthquakes    | 2019                | 0     | 0     | 0             | 0             | 0                  | 0                  | 0     | 0     |
| San Jose Earthquakes    | 2020                | 11    | 4     | 0             | 0             | 1                  | 0                  | 12    | 4     |
| San Jose Earthquakes    | 2021                | 25    | 3     | 0             | 0             | 0                  | 0                  | 25    | 3     |
| San Jose Earthquakes    | Total               | 41    | 8     | 0             | 0             | 1                  | 0                  | 42    | 8     |
| Reno 1868 FC (préstamo) | 2018                | 24    | 5     | 0             | 0             | 0                  | 0                  | 24    | 5     |
| Reno 1868 FC (préstamo) | 2019                | 16    | 4     | 1             | 0             | 0                  | 0                  | 17    | 4     |
| Reno 1868 FC (préstamo) | 2020                | 1     | 0     | 0             | 0             | 0                  | 0                  | 1     | 0     |
| Reno 1868 FC (préstamo) | Total               | 41    | 9     | 1             | 0             | 0                  | 0                  | 42    | 9     |
| Total en su carrera     | Total en su carrera | 84    | 17    | 1             | 0             | 1                  | 0                  | 86    | 17    |

## Honores
Estados Unidos U20
- Campeonato Sub-20 de CONCACAF : 2017[7]